# Viking Sigyn
Die Viking Sigyn ist ein Kreuzfahrtschiff der Baureihe Viking Longships von Viking River Cruises. Das Anfang 2019 fertiggestellte Schiff wird für die Personenschifffahrt auf der Donau eingesetzt.

## Schiffsunfall 2019
Am 29. Mai 2019 kollidierte die Viking Sigyn gegen 21:05 Uhr in Budapest vor der Margaretenbrücke mit dem kleineren Schiff Hableány, das unmittelbar danach mit 35 Personen an Bord sank. Sieben Menschen konnten gerettet werden, 28 starben, davon gilt eine Südkoreanerin Stand September 2023 offiziell noch als vermisst.
Nach dem Unfall wurde die Viking Sigyn von den ungarischen Behörden sichergestellt und am Carl Lutz Rakpart (Kai) in Budapest festgemacht. Nach zwei Tagen durfte die Viking Sigyn mit einem anderen Kapitän die Flusskreuzfahrt in Richtung Passau fortsetzen.
Der aus der Ukraine stammende Kapitän der Viking Sigyn wurde wegen „krimineller Fahrlässigkeit“ zeitweise in Untersuchungshaft genommen. Am 13. Juni wurde er gegen Kaution, unter Auflagen und mit einer elektronischen Fußfessel versehen, freigelassen. Am 26. September wurde er von einem Gericht in Budapest zu fünfeinhalb Jahren Haft verurteilt, laut Staatsanwaltschaft hatte er die letzten fünf Minuten vor dem Unglück die vor dem Schiff liegende Wasserfläche unzureichend beobachtet. Der Kapitän gab an, er habe die Hableány nicht bemerkt und sei von einer Kollision mit Treibholz ausgegangen.